# فيليب ستريف
فيليب ستريف (بالفرنسية: Philippe Streiff)‏ مواليد 26 يونيو 1955، هو سائق فورملا 1 فرنسي سابق بدأ مسيرته الاحترافية سنة 1984. كان أول سباق له هو جائزة البرتغال الكبرى 1984. خاض خلال مسيرته 55 سباقاً. في بطولة العالم لسباقات الفورمولا واحد موسم 1989 تعرض لحادث مما تسبب له بشلل رباعي.

## سباقات شارك فيها
- لو مان 24 ساعة
- بطولة العالم للسيارات الرياضية

## وصلات خارجية
- الموقع الرسمي
- فيليب ستريف على موقع Racing-Reference.info (الإنجليزية)
- فيليب ستريف على موقع DriverDB.com (الإنجليزية)